# Bongocheon
La rivière Bongocheon est une rivière située en Corée du Nord faisant partie du système de le fleuve Han.